# Monica Vitti
Monica Vitti (3 tháng 11 năm 1931 – 2 tháng 2 năm 2022) là một diễn viên Ý, bà nổi danh khi tham gia diễn trong các phim của đạo diễn Michelangelo Antonioni trong thập niên 1960.

## Đầu đời
Maria Luisa Ceciarelli sinh ra ở Rome vào ngày 3 tháng 11 năm 1931 với Adele (nhũ danh Vittilia) và Angelo Ceciarelli, sau đó cô lấy nghệ danh từ tên thời con gái của mẹ mình.  Vitti đóng phim nghiệp dư khi còn là một thiếu niên, [ cần dẫn nguồn ] sau đó được đào tạo thành diễn viên tại Học viện Nghệ thuật Sân khấu Quốc gia của Rome (tốt nghiệp năm 1953) [ cần dẫn nguồn ] và tại Trường Cao đẳng Pittman, nơi cô đóng vai một thiếu niên trong buổi biểu diễn từ thiện La nemica của Dario Niccodemi . [ cần dẫn nguồn ]Cô đã đi lưu diễn ở Đức với một đoàn diễn xuất của Ý và lần đầu tiên xuất hiện trên sân khấu ở Rome là để sản xuất vở La Mandragola của Niccolò Machiavelli .

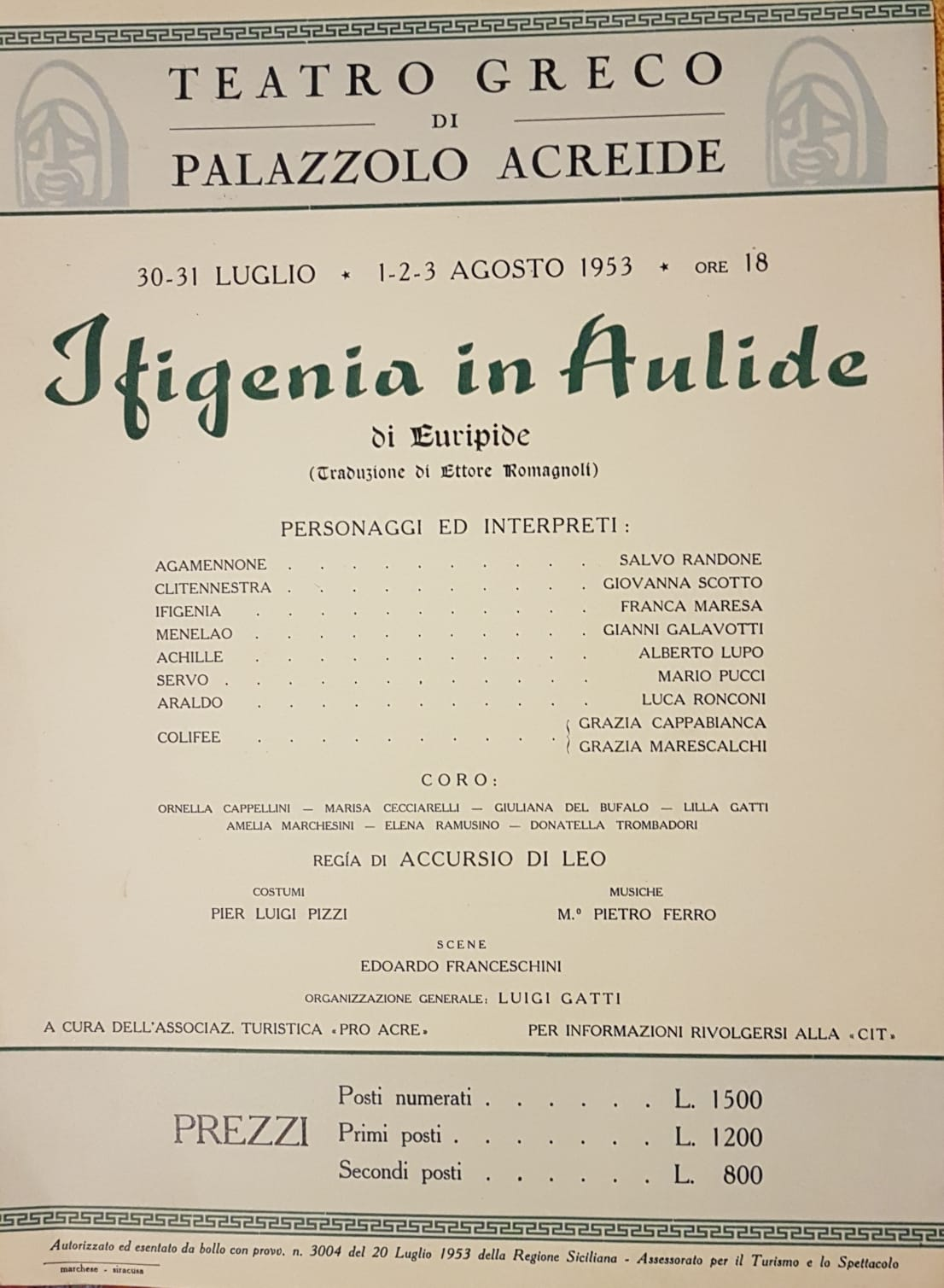
Vitti as Marisa Ceciarelli early in her career (1953)

## Sự nghiệp điện ảnh
Vai diễn điện ảnh đầu tiên của Vitti là một phần nhỏ không được ghi nhận trong Edoardo Anton 's Laugh! Cười! Cười! (Năm 1954). [ cần dẫn nguồn ] Cô ấy ở Adriana Lecouvreur (1955), [ cần dẫn nguồn ] phim truyền hình L'alfiere (1956) [ cần dẫn nguồn ] và phim truyền hình Questi ragazzi (1956) [ cần dẫn nguồn ] và Il tunnel (1958). [ cần dẫn nguồn ] Cô ấy đã làm một tập của Mont-Oriol (1958) [ cần dẫn nguồn] và lồng tiếng cho Rossana Rory trong Big Deal on Madonna Street (1958). [ cần dẫn nguồn ]
Màn trình diễn đầu tiên được chú ý rộng rãi của Vitti là ở tuổi 26, trong trận đấu Le Dritte của Mario Amendola (1958) với Franco Fabrizi . [ cần dẫn nguồn ] Cô tham gia bộ phim truyền hình Il borghese gentiluomo (1959).

### Antonioni
Năm 1957, cô tham gia Teatro Nuovo di Milano của Michelangelo Antonioni và lồng tiếng cho Dorian Gray trong Il Grido ( The Cry , 1957) của đạo diễn. [ cần dẫn nguồn ] Cô đóng vai chính trong bộ phim L'Avventura (1960) được quốc tế ca ngợi của Antonioni, với tư cách là một nhân vật chính lạnh lùng và tách biệt trôi vào mối quan hệ với người yêu của cô bạn gái đã mất tích. [ cần dẫn nguồn ] Mang đến sự hiện diện trên màn ảnh được mô tả là "tuyệt đẹp", cô ấy cũng được cho là đã giúp Antonioni gây quỹ sản xuất và gắn bó với anh ấy qua những cảnh quay ở địa điểm khó khăn.L'Avventura đã đưa Vitti trở thành một ngôi sao quốc tế. [ cần dẫn nguồn ] Hình ảnh của cô sau đó xuất hiện trên tem bưu chính Ý kỷ niệm bộ phim. [ cần dẫn nguồn ] Theo The New York Times , "không khí thất vọng của Vitti truyền tải hoàn hảo khí chất không có thực của các nữ anh hùng của cô ấy."
Vitti đã nhận được nhiều lời khen ngợi từ giới phê bình cho các vai chính trong bộ phim La Notte ( Night , 1961) của Antonioni, [ cần dẫn nguồn ] cùng với Jeanne Moreau và Marcello Mastroianni . Vitti đóng vai chính trong bộ phim truyền hình Le notti bianche (1962) [ cần dẫn nguồn ] sau đó đóng vai thứ ba với Antonioni, L'Eclisse (1962) với Alain Delon .
Vitti là một trong nhiều ngôi sao trong bộ phim tuyển tập, Three Fables of Love (1962). [ cần dẫn nguồn ] Cô đã đóng vai khách mời trong Sweet and Sour (1963) và đóng vai chính trong một bộ phim hài cho Roger Vadim , Nutty, Naughty Chateau (1963). [ cần dẫn nguồn ] Vitti sau đó tham gia một tuyển tập phim khác High Infidelity (1964) [ cần dẫn nguồn ] và đóng phim thứ tư với Antonioni, Il Deserto Rosso ( Red Desert , 1964), với Richard Harris . [ cần dẫn nguồn ]Đạo diễn cho biết Vitti "chắc chắn truyền cảm hứng cho tôi, bởi vì tôi thích xem và chỉ đạo cô ấy, nhưng những phần tôi giao cho cô ấy còn lâu mới có tính cách của chính cô ấy."  Sau khi mối quan hệ của Vitti với Antonioni kết thúc, cả hai không làm việc cùng nhau nữa cho đến khi Il mistero di Oberwald (1980).
Vitti đóng vai chính trong một bộ phim hài cho Tinto Brass , The Flying Saucer (1964), và xuất hiện trong tuyển tập The Dolls (1964)

### Phim quốc tế
Bộ phim nói tiếng Anh đầu tiên của Vitti là Modesty Blaise (1966), một bản mod giả mạo điệp viên James Bond mà cô thực hiện vào tháng 7 năm 1965.  Với sự tham gia của Terence Stamp và Dirk Bogarde , do Joseph Losey đạo diễn, bộ phim chỉ đạt được thành công hỗn hợp và đã nhận được những đánh giá phê bình gay gắt. [ cần dẫn nguồn ]
Cô đã diễn trong bộ phim tuyển tập The Queens (1966), [ cần dẫn nguồn ] phim truyền hình Les fables de La Fontaine (1966), [ cần dẫn nguồn ] Kill Me Quick, I'm Cold (1967) với Jean Sorel , [ cần dẫn nguồn ] và I Married You for Fun (1967) [ cần dẫn nguồn ] .
Vitti xuất hiện trong On My Way to the Crusades, I Met a Girl Who ... (1967) với Tony Curtis , [ cần dẫn nguồn ] The Girl with a Pistol (1968) với Stanley Baker , [ cần dẫn nguồn ] Bitch Wants Blood ( 1969) với Maurice Ronet , [ cần dẫn nguồn ] và Help Me, My Love (1969) với Alberto Sordi .

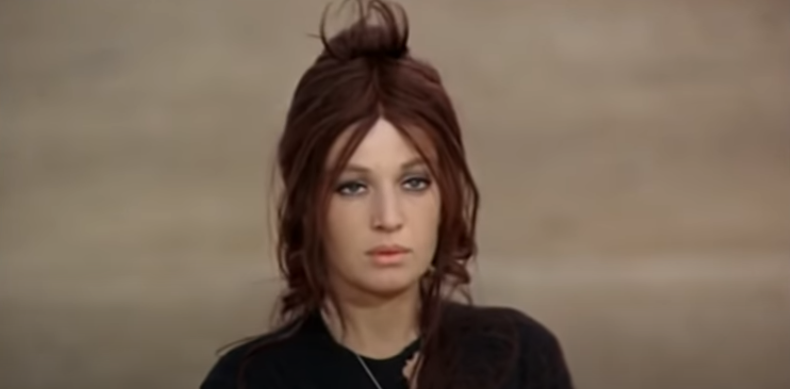
Vitti in The Girl with a Pistol (1968).

### Những năm 1970

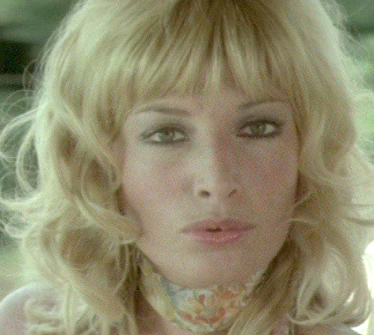
Vitti in Duck in Orange Sauce (1975)

Vitti đóng cùng Marcello Mastroianni trong bộ phim hài lãng mạn rất thành công Dramma della gelosia ( The Pizza Triangle , 1970) của Ettore Scola . [ cần dẫn nguồn ] Cô ấy theo sau nó với Ninì Tirabusciò, la donna che inventò la mossa (1970), [ cần dẫn nguồn ] Le coppie (1970) với Sordi, [ cần dẫn nguồn ] The Pacifist (1970), [ cần dẫn nguồn ] La supertestimone ( 1971), [ cần dẫn nguồn ] Đó là cách phụ nữ của chúng ta (1971), [ cần dẫn nguồn ] và Đơn đặt hàng là mệnh lệnh (1972).
Vitti trong một phiên bản của La Tosca (1973) [ cần dẫn nguồn ] và một bộ phim hài Teresa the Thief (1973). [ cần dẫn nguồn ] Cô đã thực hiện Polvere di stelle (1973), do Alberto Sordi đạo diễn , cô đã giành được giải thưởng David di Donatello năm 1974 cho Nữ diễn viên chính xuất sắc nhất . [ cần dẫn nguồn ]
Vitti đóng một vai trò quan trọng trong một trong những đoạn giới thiệu nhiều tập trong Bóng ma tự do (1974) của Luis Buñuel . [ cần dẫn nguồn ] Cô đã đóng hai phim với Claudia Cardinale , The Immortal Bachelor (1975) [ cần dẫn nguồn ] và Blonde in Black Leather (1975). [ cần dẫn nguồn ]
Cô ấy trong Duck in Orange Sauce (1975), [ cần dẫn nguồn ] Mimì Bluette ... fiore del mio giardino (1976), [ cần dẫn nguồn ] Basta che non si sappia in giro! .. (1977), [ cần dẫn nguồn ] L'altra metà del cielo (1977), [ cần dẫn nguồn ] State Reasons (1978), [ cần dẫn nguồn ] Il cilindro (1978), [ cần dẫn nguồn ] Per vivere meglio, divertitevi con noi (1978), [ cần dẫn nguồn ] Amori miei(1978), [ cần dẫn nguồn ] và Tigers in Lipstick (1979) (với Ursula Andress ) [ cần dẫn nguồn ] .
Bộ phim nói tiếng Anh thứ hai của Vitti là An gần như hoàn hảo (1979), do Michael Ritchie đạo diễn và Keith Carradine đóng chính , được lấy bối cảnh tại Liên hoan phim Cannes .  Một bài báo của New York Times từ thời kỳ đó cho biết Vitti đã phản đối việc đóng phim Mỹ vì cô không thích đi du lịch dài ngày, đặc biệt là bằng đường hàng không, và tin rằng tiếng Anh của cô không đạt tiêu chuẩn đủ cao.  Thật vậy, sự ác cảm của cô ấy đối với việc đi du lịch từ châu Âu đến nỗi dường như Paramount Pictures đã buộc phải hủy bỏ chặng đầu tiên của chuyến lưu diễn công khai đã được tổ chức ở Mỹ để quảng bá cho việc phát hành An Hầu Như Hoàn Hảo .

### Sự nghiệp sau này
Vitti tái hợp với Antonioni trong Bí ẩn của Oberwald ( Il mistero di Oberwald , 1980).  Cô ấy tiếp nối nó với I Don't Hiểu bạn Anymore (1980), [ cần dẫn nguồn ] Camera d'albergo (1981), [ cần dẫn nguồn ] Tango of J ghen (1981), [ cần dẫn nguồn ] I Know That You Know That I Know (1982) with Sordi, [ cần dẫn nguồn ] Scusa se è poco (1982), [ cần dẫn nguồn ] Flirt (1983), [ cần dẫn nguồn] và Francesca è mia (1986) [ cần dẫn nguồn ] . Cô cũng đồng sáng tác hai bộ phim cuối cùng. [ cần dẫn nguồn ] Năm 1984, bà được Bộ trưởng Văn hóa Pháp Jack Lang trao tặng Huân chương Nghệ thuật và Văn học , người ca ngợi bà đã góp phần thúc đẩy sự đổi mới của phim Ý. Ông Lang nói: "Chúng ta cần điện ảnh Ý tìm lại sức khỏe của mình để điện ảnh Pháp không còn là một hòn đảo nằm giữa các nước châu Âu khác.  Đến năm 1986, Vitti trở lại nhà hát với tư cách là một nữ diễn viên và một giáo viên. [ cần dẫn nguồn ]
Năm 1989, Vitti thử viết kịch bản và đạo diễn, và tạo ra Scandalo Segreto (1990), cô cũng đóng vai chính cùng với Elliott Gould .  Bộ phim không thành công [ cần dẫn nguồn ] và sau đó cô từ giã điện ảnh. [ cần dẫn nguồn ] Trong những năm 1990, cô làm công việc truyền hình, diễn xuất và đạo diễn, bao gồm cả Ma tu mi vuoi Bene? (1992). [ cần dẫn nguồn ]
Năm 1993, Vitti được trao Giải thưởng Liên hoan tại Liên hoan phim Phụ nữ Quốc tế Créteil , ở Pháp.

## Cuộc sống cá nhân cho đến qua đời
Michelangelo Antonioni và Vitti gặp nhau vào cuối những năm 1950, và mối quan hệ của họ ngày càng bền chặt sau khi L'Avventura được thành lập, bởi vì nó đã định hình sự nghiệp của cả hai. Tuy nhiên, đến cuối những năm 1960, họ ngừng đóng phim khiến mối quan hệ trở nên căng thẳng cho đến khi chính thức kết thúc. [ cần dẫn nguồn ] Trong một cuộc phỏng vấn sau đó, Vitti nói rằng Antonioni đã kết thúc mối quan hệ của họ. [ cần dẫn nguồn ]
Năm 2000, Vitti kết hôn với Roberto Russo, người mà cô đã có mối quan hệ từ năm 1973.  Cô xuất hiện lần cuối trước công chúng vào năm 2002 tại buổi ra mắt vở nhạc kịch Notre-Dame de Paris ở Paris .  Năm 2011, người ta tiết lộ rằng bệnh Alzheimer đã "loại bỏ cô khỏi ánh nhìn của công chúng trong 15 năm qua."  Vào năm 2018, chồng của cô xác nhận rằng cô vẫn đang sống tại nhà với anh ta ở Rome và anh ấy đã đích thân chăm sóc cô với sự hỗ trợ của một người chăm sóc.
Vitti qua đời vì biến chứng của bệnh Alzheimer ở Rome vào ngày 2 tháng 2 năm 2022, ở tuổi 90.

## Danh mục phim
| - Ridere! Ridere! Ridere! (1954) - Una pelliccia di visone (1954) - Adriana Lecouvreur (1955) - Le dritte (1958) - L'Avventura (1960) - La Notte (1961) - Accattone (1961) - Eclipse (1962) - Three Fables of Love (1962) - Château en Suède (1963) - Follie d'estate (1963) - Sweet and Sour (1963) - High Infidelity (1964) - Red Desert (1964) - Il disco volante (1964) - Le bambole (1965) - Sex Quartet (1966) - Modesty Blaise (1966) - Ti ho sposato per allegria (1967) - Fai in fretta ad uccidermi... ho freddo! (1967) - The Girl with the Pistol (1968) - The Scarlet Lady (1968, La Femme écarlate) - On My Way to the Crusades, I Met a Girl Who... (1969) - Amore mio aiutami (1969) - Ninì Tirabusciò (1970) - The Pizza Triangle (1970) - Le Coppie (1970) - La Pacifista (1970) | - La Supertestimone (1971) - Noi donne siamo fatte così (1971) - Teresa la ladra (1972) - Gli ordini sono ordini (1972) - La Tosca (1973) - Polvere di stelle (1973) - The Phantom of Liberty (1974) - L'anatra all'arancia (1975) - A mezzanotte va la ronda del piacere (1975) - Qui comincia l'avventura (1975) - Basta che non si sappia in giro (1976) - Mimì Bluette... fiore del mio giardino (1977) - L'altra metà del cielo (1977) - Per vivere meglio, divertitevi con noi (1978) - La Raison d'état (1978) - Tigers in Lipstick (1979) - Amori miei (1979) - An Almost Perfect Affair (1979) - Il tango della gelosia (1980) - Non ti conosco più amore (1980) - Camera d'albergo (1981) - The Mystery of Oberwald (1981) - Io so che tu sai che io so (1982) - Scusa se è poco (1982) - Flirt (1983) - Francesca è mia (1986) - Secret Scandal (1989) |

## Truyền hình
- Ma tu mi vuoi bene? (1991 miniseries)